# Erhard Wunderlich
Erhard "Sepp" Wunderlich (Augsburg, 1956. december 14. – Köln, 2012. október 4.) német kézilabdázó. Olimpiai ezüstérmes, világbajnok balátlövő.

Az 1978-as dániai világbajnokságon az aranyérmes nyugatnémet válogatott tagja volt. Az 1984-es olimpiai tornán hat mérkőzésen 22 gólt szerzett, ezzel segítve csapatát az ezüstéremhez.
Kétszer nyert gólkirályi címet a kézilabda Bundesligában (1982, 1983).